# Arnds legering
Arnds legering består av 60 % koppar och 40 % magnesium.
Den används som reagens vid kemisk analys för bestämning av nitrit- och nitrathalt i svaga syror ner till pH 7.

## Faror
Ämnet är irriterande på hud, och farligt att inandas och farligt att svälja.

## Alternativ reagens
Devardas legering kan användas som alternativ för Arnds legering.

## Källa
Santa Cruz Biotechnology 